# Kaponga
Kaponga est un village de Nouvelle-Zélande situé dans la région de Taranaki dans l'Île du Nord de la Nouvelle-Zélande.

## Situation
La ville est située dans la région de Taranaki.
Elle est connue comme la Porte d’entrée des chutes de Dawson située sur les pentes du Taranaki Maunga.
La ville de Kaponga est localisée à l'intérieur des terres par rapport à la ville de Manaia et celle d’Eltham, et est située sur la route principale reliant la ville d’Eltham à la ville d’Opunake, qui est à 26 km vers l’ouest, alors que la localité d’Eltham est située à 13 km vers l’est.
La ville d’Auroa se situe au sud-est.
La ville de Manaia est à 15 km au sud de Kaponga,.

## Population
Au recensement de 2006, le village comptait 372 habitants, en augmentation de 21 personnes par rapport au recensement de recensement de 2001 en Nouvelle-Zélande,.

## Histoire
La petite ville de Kaponga fut fondée en 1882 et avait des relations fortes avec la Suisse.
Certains des premiers colons du secteur étaient d'origine suisse, et en 1952, le Taranaki Swiss Club fut formé.
La ville fut autrefois plus importante qu’elle ne l’est aujourd’hui avec de nombreux magasins. Il n’y a plus que quelques commerces actuellement, comprenant un Fish and Chip, un supermarché, un bed and breakfast, un cabinet de vétérinaire, un autre commerce de détail, un café et un bar.
C'est aussi le lieu du jardin d'importance nationale Hollard Gardens.
Il y a de nombreuses autres entreprises commerciales dans et autour du village, principalement en relation avec l'industrie laitière en expansion.
La communauté de Kaponga et des environs a une bibliothèque, qui dépend du conseil du district de sud Tanaraki (en), qui fournit tous les services de la bibliothèque, mais aussi ceux du Conseil.
Ces services comprennent l’enregistrement de votre chien, le paiement de vos impôts et les demandes de permis de construire.
La LibraryPlus a aussi deux ordinateurs offrant un service internet gratuit et Skype pour le public.

## Éducation
- L'école de Kaponga School est une école primaire avec un taux de décile de 4 et un effectif de 135 élèves[8].L 'école fut fondée en 1891[9].

En 2005, les écoles de Kapuni et de Mahoe furent fermées et ont fusionné au sein de l'école de Kaponga.
- L'école St Patrick's School est une école catholique intégrée au public avec un taux de décile de 5 et un effectif d’approximativement 30 élèves[11]. St Patrick's démarra en 1921 avec des leçons, qui étaient données dans l’église locale. Elle s’est déplacée ensuite dans ses propres locaux en février 1922[12].

Les deux écoles sont mixtes et assurent tout le primaire, couvrant les années 1 à 8.